# Oleoducte Bakú-Tbilisi-Ceyhan

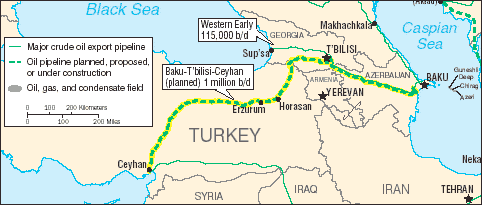
Recorregut de l'oleoducte

L' Oleoducte Bakú-Tbilisi-Ceyhan és un oleoducte construït el 2006 per al transport del petroli extret de jaciment d'Azəri-Çıraq-Günəşli a la mar Càspia. Pren el seu nom de les tres principals ciutats que travessa (Bakú, Tblisi i Ceyhan).
L'oleoducte està dotat de vuit bombes i té una longitud total de 1.776 km (el segon més llarg del món després de l'Oleoducte Drujba que serpenteja a través de Rússia i Europa per uns 4.000 km), s'estén per l'Azerbaidjan durant 440 km, per Geòrgia durant 260 km i finalment per Turquia durant 1076 quilòmetres. És capaç de portar un milió de barrils per dia i pot contenir un total de més de 10 milions; la velocitat de moviment del petroli dins de l'oleoducte és de prop de 2 metres per segon.
El 10 de maig 2005 es va bombar dins la primera càrrega de petroli de Bakú; va arribar al seu destí a Ceyhan el 28 de maig del 2006. La inauguració oficial va tenir lloc el 25 de maig 2005 i la inauguració oficial el 13 de juliol del 2006.

## Desglossament de les despeses
El cost total va ser de 3.600 milions dels EUA $ repartits de la següent manera:
- BP (Regne Unit): 30,1%
- State Oil Company of Azerbaijan (SOCAR) (Azerbaidjan): 25,00%
- Chevron (EUA): 8,90%
- Statoil (Noruega): 8,71%
- Türkiye Petrolleri Anonim Ortaklığı (TPAO) (Turquia): 6,53%
- ENI (Itàlia): 5,00%
- Total (França): 5,0%
- Itochu (Japó): 3,4%
- Inpex (Japó): 2,50%
- ConocoPhillips (EUA): 2,50%
- Amerada Hess (EUA) 2,36%